# 东北统计区
东北统计区是北馬其頓八个统计区之一，位于该国东北部，北面与科索沃及塞尔维亚接壤，东面与保加利亚接壤。

## 市镇
东北统计区包括6个市镇：
- 克拉托沃市镇
- 克里瓦帕兰卡市镇
- 库马诺沃市镇
- 利普科沃市镇
- 兰科夫采市镇
- 旧纳戈里查内市镇